# Пак Дон Ер
Пак Дон Ер, другой вариант — Пак Донер (26 февраля 1888 года, провинция Хамгён, Корея — 20 марта 1971 года, станица Котляревская, Майский район, Кабардино-Балкарская АССР) — колхозник колхоза «Большевик» Чиилийского района Кзыл-Ординской области, Казахская ССР. Герой Социалистического Труда (1950).

## Биография
Родился в 1888 году в провинции Хамгён (сегодня — Хамгён-Намдо), Корея.
До 1907 года занимался личным хозяйством, потом до 1915 года трудился на золотых приисках в провинции Пхёнан, потом до 1921 года работал рисоводом в Маньчжурии. В 1921 году эмигрировал на российский Дальний Восток. Занимался земледелием в Посьетовском районе. С 1930 года — рядовой колхозник в колхозе «Новый путь» Шкотовского района.
В 1937 году депортирован на спецпоселение в Кзыл-Ординскую область, Казахская ССР. С 1937 года — колхозник в колхозе «Путь Октября» Джалагашского района Кзыл-Ординской области. С 1942 года проживал в Чиилийском районе, где трудился в местном колхозе «Большевик». После укрупнения трёх маломощных колхозов работал разнорабочим в рисоводческом колхозе «Авангард» Чиилийского района в селе Акмая. Был назначен звеньевым рисоводческого звена. В 1945 году вступил в ВКП(б).
В 1949 году звено, которым руководил Пак Дон Ер, собрало в среднем с каждого гектара по 82,5 центнеров риса на участке площадью 5,2 гектара. Указом Президиума Верховного Совета СССР от 21 июня 1950 года «за получение высокого урожая риса при выполнении колхозами обязательных поставок и контрактации по всем видам сельскохозяйственной продукции, натуроплаты за работу МТС в 1949 году и обеспеченности семенами всех видов культур в размере полной потребности для весеннего сева 1950 года» удостоен звания Героя Социалистического Труда с вручением ордена Ленина и золотой медали «Серп и Молот».
Этим же указом были удостоены звания Героя Социалистического Труда труженики колхоза «Большевик» Ан Дон-Дю, Ким Хи Хак, Ли Ен Гу и Хе Бен Хи.
Избирался депутатом Чиилийского районного и Акмачинского аульного советов народных депутатов.
В последующие годы трудился в колхозе имени Ленина Самарского района Ростовской области (1955—1957), в колхозе имени Карла Маркса Моздокского района Северо-Осетинской АССР (1957—1958).
В 1959 году вышел на пенсию. Персональный пенсионер республиканского значения. Проживал в станице Котляревская Майского района Кабардино-Балкарской АССР, где скончался в марте 1971 года. Похоронен на местном сельском кладбище.
Награды
- Герой Социалистического Труда
- Орден Ленина — дважды (1949, 1950)
- Медаль «За трудовую доблесть» (16.11.1945)
- Медаль «За доблестный труд в Великой Отечественной войне 1941—1945 гг.»